# Dworzec autobusowy w Stalowej Woli

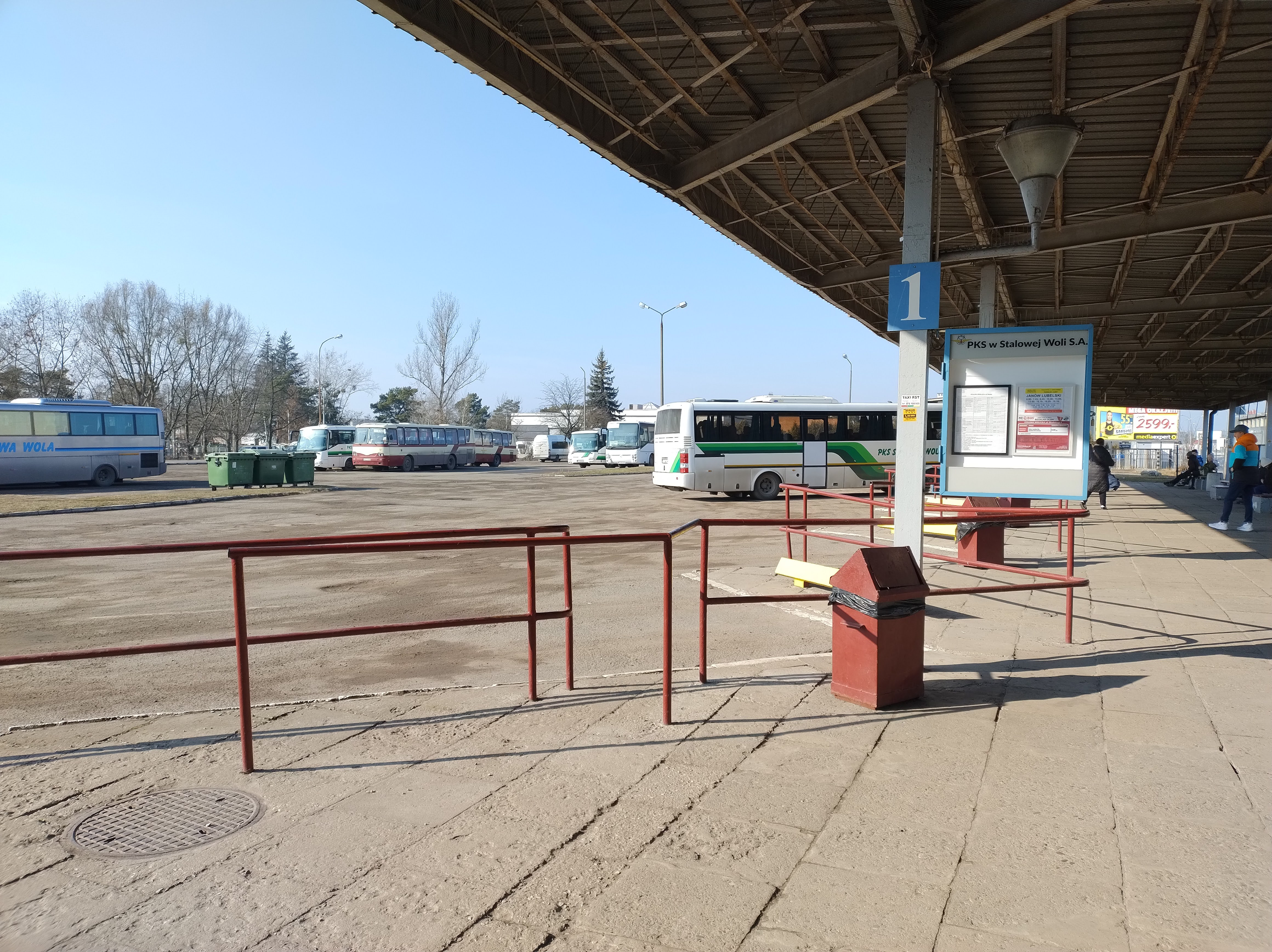
Stanowiska odjazdowe (2025)

Dworzec autobusowy w Stalowej Woli – dworzec autobusowy umiejscowiony w Stalowej Woli przy ul. Okulickiego. W budynku dworca znajduje się między innymi duża poczekalnia oraz kasy biletowe. Dawniej w poczekalni znajdowały się także inne punkty handlowe. Siedzibę w obiekcie posiada także Biuro Podróży Komfort będące własnością Przedsiębiorstwa Komunikacji Samochodowej w Stalowej Woli. Przewoźnik ten jest także głównym użytkownikiem dworca; prowadzi on w budynku zaplecze socjalne dla pracowników oraz dyspozytornię. Dworzec posiada stanowisko przyjazdowe (tzw. "stanowisko 0"), siedem stanowisk odjazdowych pod wiatą, jedno stanowisko dla autobusów przelotowych oraz duży plac postojowy dla autobusów.
Obecny dworzec został oddany do użytku 17 maja 1973 roku. Wcześniej dworzec z kilkoma stanowiskami i kasami biletowymi znajdował się przy skrzyżowaniu ulic Mickiewicza i Staszica.
Przy dworcu znajdują się również przystanki komunikacji miejskiej: Okulickiego - Hala Targowa i Okulickiego - PKS, kolejowy przystanek osobowy Stalowa Wola Centrum, a także postój taksówek.
W 2012 roku obiekt został sprzedany małżeństwu, które zobowiązało się wybudować na jego miejscu nowy budynek z niewielką funkcją dworcową, jednak umowa zawarta z kupującymi nie zawierała terminu realizacji. W 2025 roku starosta powiatu stalowowolskiego Janusz Zarzeczny poinformował o prowadzonych rozmowach z właścicielką na temat przyszłości obiektu. Pojawiła się propozycja zmiany lokalizacji dworca; nowy dworzec miałby się znajdować pod wiaduktem w ciągu ul. Komisji Edukacji Narodowej. Na terenie obecnego dworca miałyby znaleźć się budynki z mieszkaniami na sprzedaż.
Od września 2021 roku z dworca zaczęły odjeżdżać autobusy prywatnych przewoźników m.in. w kierunku Rzeszowa, które dotychczas odjeżdżały z parkingu naprzeciwko dworca (obecnie biurowiec Urbi Ferro).